# Rio Groza
O Rio Groza é um rio da Romênia, afluente do Uz, localizado no distrito de Bacău.